# Stiftpenna

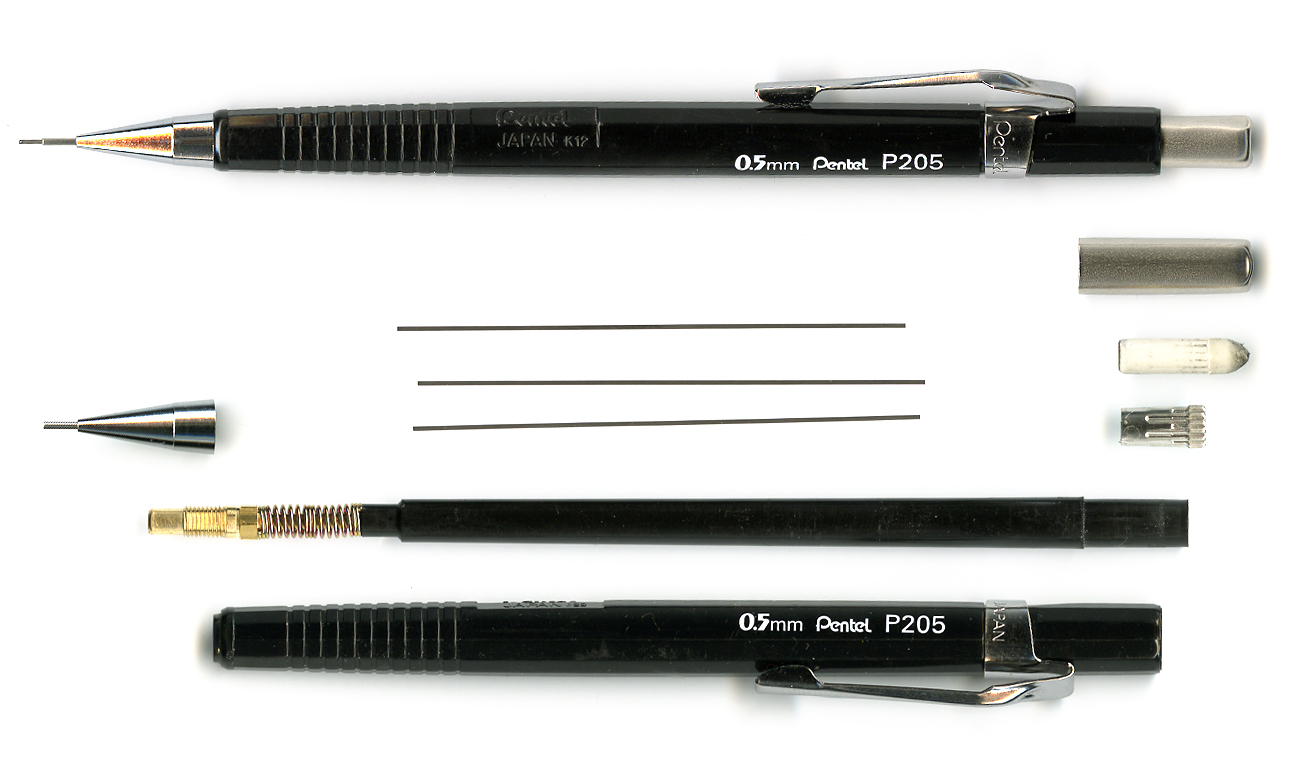
Mekanisk blyertsstiftpenna från Pentel.

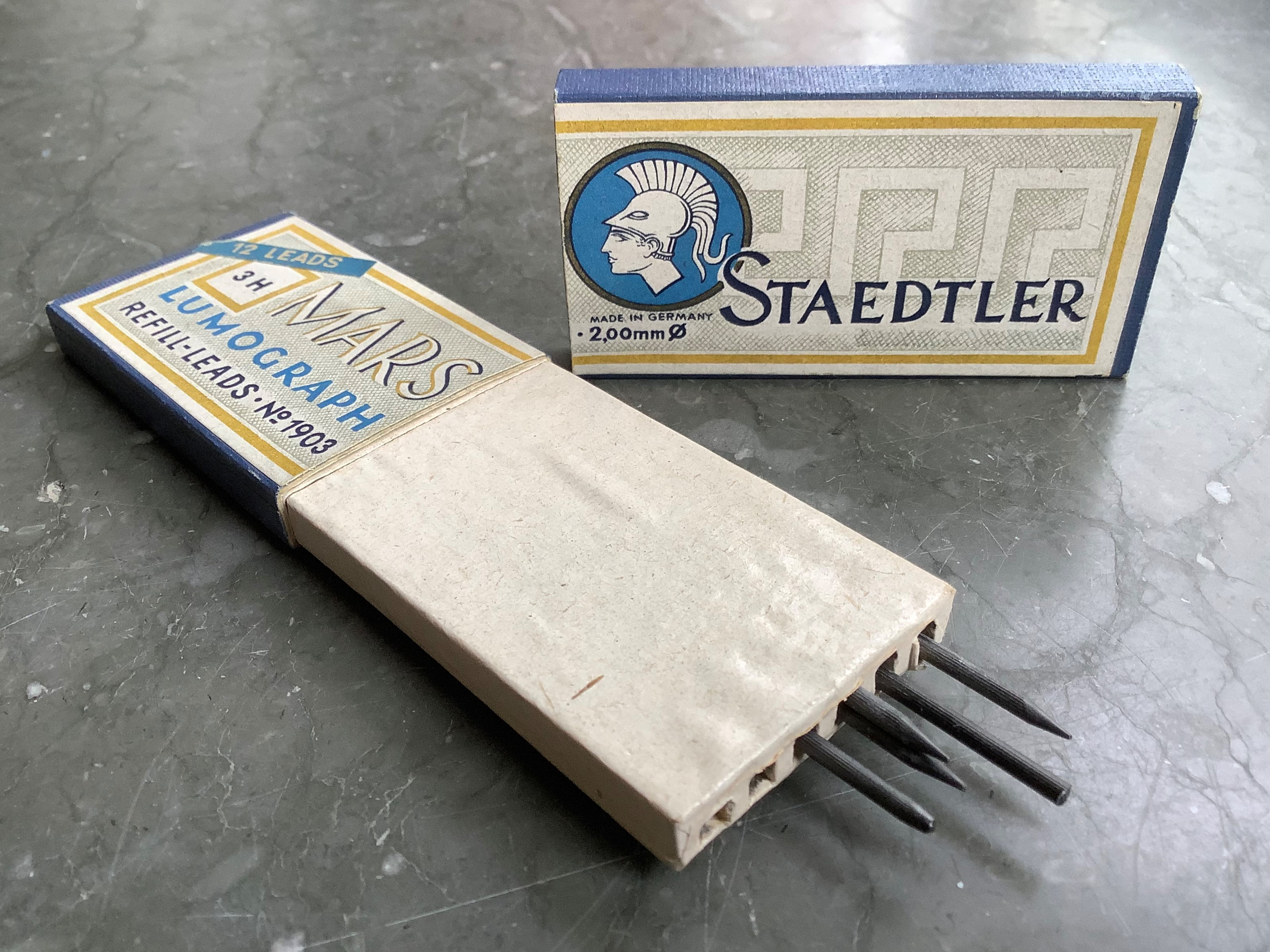
Ett etui med blyertsstift från Staedtler.

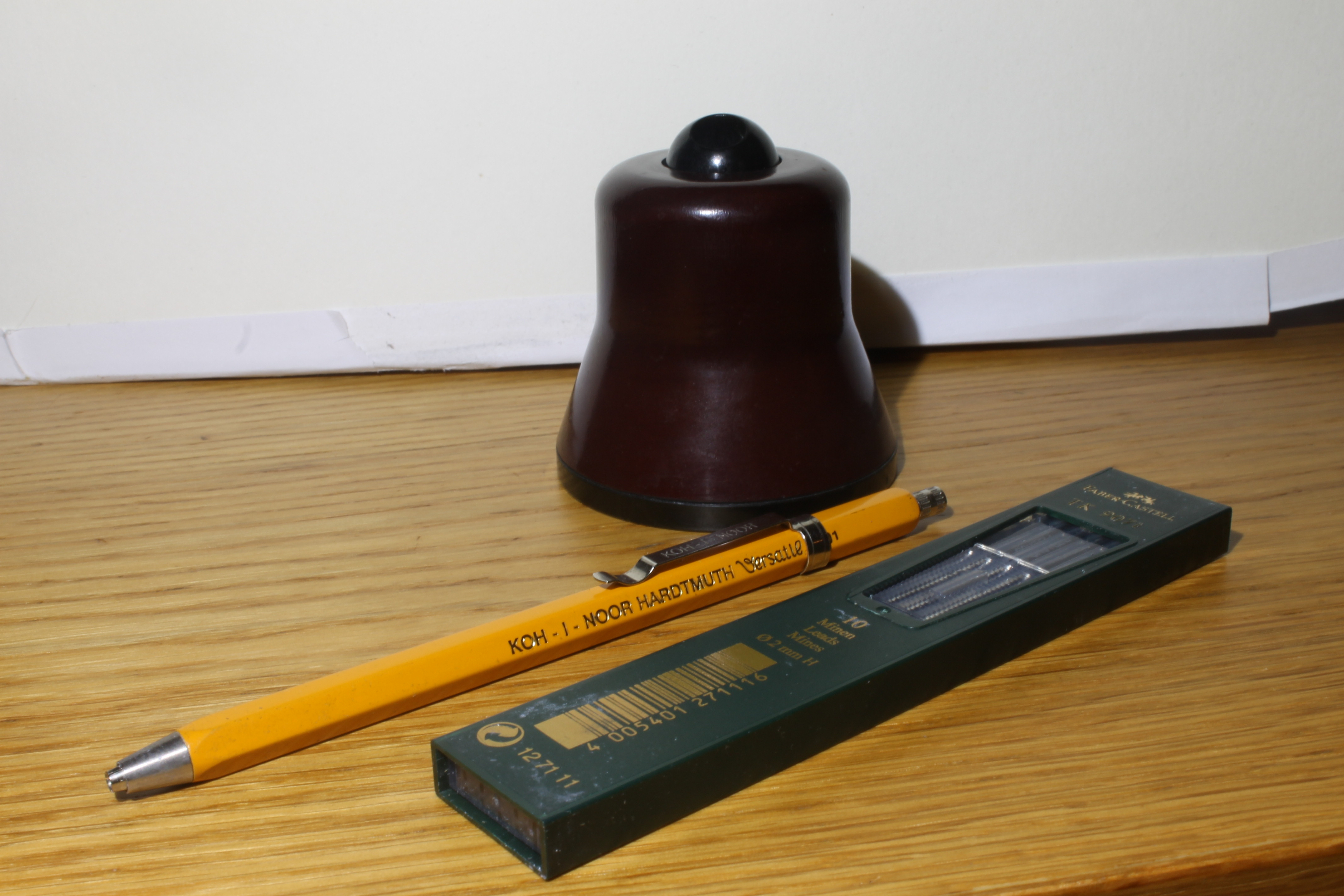
Stiftpenna för teknisk ritning med 2 mm stift av hårdhet H och vässare.

En stiftpenna är en blyertspenna med lösa stift som uppfanns ungefär samtidigt av amerikanen Charles R. Keeran och japanen Tokuji Hayakawa. 
Keeran uppfann sin penna Eversharp 1913 och fick patent på den 1915.
Tokuji Hayakawa (1894-1980) uppfann en stiftpenna år 1915, som han kallade Ever-Ready Sharp Pencil. Tokuji Hayakawa sålde patenträttigheterna 1923 till ett företag i Osaka och började kort tid senare att tillverka radioapparater och lade därigenom grunden till det som kom att bli det framtida elektronikföretaget Sharp.